# 迪努祖魯·卡開芝瓦約
迪努祖魯·卡開芝瓦約（Dinuzulu kaCetshwayo，1868年—1913年10月18日）為祖魯王國國王，於1884年5月20日至1913年過世時在位。
迪努祖魯從他的父親開芝瓦約繼承王位，而開芝瓦約是最後一位由英國當局認可的祖魯族人首領。祖魯王國在英祖戰爭之下，分裂成13塊小領地，而開芝瓦約與其兒子迪努祖魯，負責管理其中一塊領土。後來英國當局發現，將祖魯王國拆解成數塊小領地的行動是徒勞無功的，因此決定恢復開芝瓦約的王位，統治這些領地。然而，英國當局留下了開芝瓦約的兒子，烏西畢胡（奇賀胡）的領地。1883年7月22日，烏西畢胡攻擊開芝瓦約在烏倫迪的帳篷，使開芝瓦約受傷並逃亡。